# Chiesa di San Francesco d'Assisi (Taglio di Po, Mazzorno Destro)
La chiesa di San Francesco d'Assisi è la parrocchiale di Mazzorno Destro, frazione di Taglio di Po, in provincia di Rovigo e diocesi di Chioggia; fa parte del vicariato di Loreo.

## Storia
Si sa che la primitiva cappella di Mazzorno Destro, dedicata ai Santi Giorgio, Pietro e Stefano, fu eretta nel 1523 per volere del nobile Francesco Quirini da Venezia.
La chiesa venne ricostruita nel 1642; nel 1721 subì un restauro e fu benedetta dal vescovo Giovanni Soffietti.
La chiesa attuale è frutto dei rifacimenti condotti nel XVIII secolo in seguito ai danni riportati durante le esondazioni del Po; ulteriori lavori conferirono nel XIX secolo all'edificio l'aspetto che tutt'oggi lo caratterizza.

La chiesa divenne curaziale nel 1908 e fu eretta a parrocchiale nel 1971.